# Maizières-lès-Vic
Maizières-lès-Vic là một xã trong vùng hành chính Lothringen, thuộc tỉnh Moselle, quận Château-Salins, tổng Vic-sur-Seille. Tọa độ địa lý của xã là 48° 43' vĩ độ bắc, 06° 46' kinh độ đông. Maizières-lès-Vic có điểm thấp nhất là 217 mét và điểm cao nhất là 299 mét. Xã có diện tích 25,99 km², dân số vào thời điểm 1999 là 368 người; mật độ dân số là 14 người/km². Xã nằm 20 km về phía đông của Vic-sur-Seille, thuộc Pháp từ năm 184.

## Thông tin nhân khẩu
| 1962 | 1968 | 1975 | 1982 | 1990 | 1999 |
| ---- | ---- | ---- | ---- | ---- | ---- |
| 534  | 542  | 505  | 398  | 401  | 368  |